# Kreis Magliasina
Der Kreis Magliasina bildet zusammen mit den Kreisen Agno, Breno, Capriasca, Ceresio, Lugano Nord, Lugano Ost, Lugano West, Paradiso, Sessa, Taverne und Vezia den Bezirk Lugano des Schweizer Kantons Tessin. Der Sitz des Kreisamtes ist in Caslano.

## Gemeinden
Der Kreis setzt sich aus folgenden Gemeinden zusammen:
| Wappen   | Name der Gemeinde | Einwohner (31. Dezember 2023) | Fläche in km² | BFS-Nr |
| -------- | ----------------- | ----------------------------- | ------------- | ------ |
| Caslano  | Caslano           | 4363                          | 2,79          | 5171   |
| Magliaso | Magliaso          | 1621                          | 1,10          | 5193   |
| Neggio   | Neggio            | 317                           | 0,89          | 5206   |
| Pura     | Pura              | 1358                          | 3,04          | 5216   |